# 來曲唑
來曲唑（INN:letrozole），以品牌名稱Femara (復乳納) 等於市場上銷售，是一種芳香酶抑制劑類藥物，用於治療女性更年期后出現的乳癌。
來曲唑於1986年取得專利，並於1996年獲准用於醫療用途。它於2021年是美國處方量排名第222位的藥物，開立的處方箋數量超過100萬張。它已名列世界衛生組織基本藥物標準清單之中。

## 醫療用途

### 乳癌
來曲唑適用於以下情況：

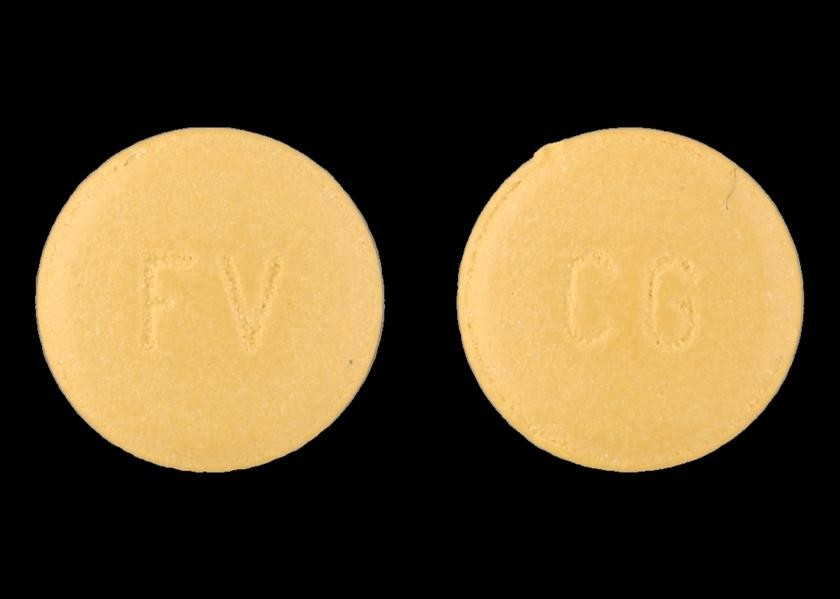
商品名稱為Femara， 每片含2.5毫克來曲唑成分的口服片劑。

- 作為更年期後婦女激素（荷爾蒙）受體陽性（代表癌細胞的生長受到體內激素的影響）早期乳癌的輔助治療、[2]
- 作為曾接受過標準輔助性泰莫西芬治療的更年期後婦女早期乳癌的延長輔助治療、[2]
- 作為更年期後婦女激素受體陽性或受體狀態未明的晚期乳癌的第一線和第二線治療。[2]

來曲唑已獲得美國食品藥物管理局 (FDA) 核准，用於治療更年期後婦女的局部或轉移性乳癌，這些乳癌的激素受體呈陽性或受體狀態不明。

### 與泰莫西芬比較
泰莫西芬也用於治療激素敏感性乳癌，但其作用機制是干擾雌激素受體。而來曲唑是通過抑制芳香酶的活性，可顯著降低更年期後婦女體內的雌激素水平來發揮作用。來曲唑僅對更年期後婦女有效，因為她們的雌激素主要在周邊組織（例如乳房的脂肪組織和腦部的某些部位產生），數量不大。在更年期前婦女中，雌激素的主要來源是卵巢，而且量大，來曲唑因此難以發揮作用。
在名為BIG 1-98的臨床試驗中（一項大型、隨機、雙盲的第三期臨床試驗，全名為Breast International Group (BIG) 1-98 Study），針對患有激素敏感性乳癌的更年期後婦女，與泰莫西芬相比，來曲唑能降低癌症的復發率，但並未改變存活率。

### 誘導排卵
生育專科醫生自2001年起已使用來曲唑來誘導婦女排卵，因為它比可洛米分的副作用更少，且多胞胎妊娠的機率也較低。在2005年美國生殖醫學學會會議上發表的一項針對150名經單獨使用來曲唑或來曲唑聯合促性腺激素治療後出生的嬰兒的研究報告，提出總體異常率沒有差異，但與自然受孕組相比，使用來曲唑組生產的嬰兒，其運動和心臟異常率顯著更高。一項更大規模的後續研究納入911名嬰兒，比較那些在接受來曲唑治療後出生的嬰兒與那些接受可洛米分治療後出生的嬰兒，研究提出總體異常率沒顯著差異，但發現使用可洛米分治療而出生嬰兒的先天性心臟異常率顯著高於使用來曲唑的。
印度於2011年禁止使用來曲唑作誘導排卵，理由是其對嬰兒可能有潛在風險。印度一位國會委員會於2012年表示，他們的藥品管理部門與來曲唑的生產商串謀，在印度批准該藥物用於治療不孕症。該委員會還聲稱來曲唑用於治療不孕症在全球都屬非法，然而許多國家（如美國和英國）均允許使用來曲唑作此類仿單標示外使用。

### 藥物流產
試驗顯示在婦女妊娠初期的藥物流產（使用米索前列醇）藥物方案中加入來曲唑，可提高這種流產方式的成功率。

### 運動禁藥
世界反運動禁藥機構 (WADA) 將來曲唑以及其他芳香酶抑制劑視為運動禁藥，因為它們可能被用於抵消同化類固醇的副作用（同化類固醇為運動禁藥，使用同化類固醇常見的副作用是使用者體內雌激素水平升高，對身體不利）。來曲唑本身並無證據顯示能直接提升運動表現。

## 禁忌症
來曲唑禁忌用於仍處於更年期前激素狀態的女性。在使用來曲唑期間應採取避孕措施，並注意可能發生的骨質密度流失（骨質疏鬆症）、血液中膽固醇和脂肪含量升高、以及頭暈（而因此建議不要開車）。使用的婦女進行母乳哺育也是禁忌症。

## 副作用
最常見的副作用是出汗、潮熱、關節痛和疲勞。
一般來說，副作用也包括雌激素過低的跡象和症狀。人們擔心長期使用可能導致骨質疏鬆症，這是醫師對於某些患者群體（例如停經後婦女或骨質疏鬆症患者）也可能同時開立雙磷酸鹽類藥物以預防或減少個體發生進一步的骨質流失。

## 藥物交互作用
體外實驗顯示來曲唑會抑制肝臟酵素CYP2A6，以及稍微抑制CYP2C19，但尚未觀察到其與西咪替丁和華法林等藥物的相關交互作用。

## 藥理學

### 藥效學
來曲唑是一種口服給藥、非類固醇類、選擇性芳香酶抑制劑，因此也是一種抗雌激素藥物。它通過與其細胞色素P450單元的血紅素進行競爭性、可逆性結合，阻止芳香酶產生雌激素。這種作用是特異性的，來曲唑不會降低礦物性或皮質類固醇的生成。

## 研究
來曲唑的抗雌激素作用已被證明在終止妊娠的預處理中與米索前列醇聯合使用有效。它可替代美服培酮，因為美服培酮價格昂貴且在許多國家並無供應。
一些研究顯示，來曲唑可用於促進有非阻塞性無精子症男性患者的精子發生。
研究顯示來曲唑也能延緩小鼠生長板的癒合。來曲唑在與生長激素聯合使用時，在一例身材矮小的青少年男孩身上展現出療效。
來曲唑也曾被用於治療子宮內膜異位症。
子宮內膜間質肉瘤屬於激素敏感性腫瘤，而來曲唑能有效降低血清雌激素濃度，符合其作用機制。由於人體對來曲唑耐受性良好，因此是長期控制此類疾病的理想選擇。另外，一項針對子宮肌瘤的研究顯示，使用芳香酶抑制劑能成功縮小肌瘤體積，且此類藥物作用快速，並能避免使用促性腺激素初期可能發生的疾病惡化現象。
根據研究人員Dutta等人發表的一份統合分析，整合7項隨機對照試驗的數據的結果顯示來曲唑能安全有效改善體質性生長與青春期出現延遲兒童的身高和青春期發育。此外，在改善睪丸體積和延緩骨齡進展方面，來曲唑的效果也優於睪酮的。